# 존 그리샴

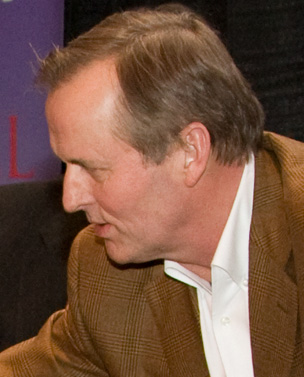
존 그리샴

존 그리샴(영어: John Ray Grisham Jr. 존 레이 그리셤 주니어[*], 1955년 2월 8일 ~ )은 미국의 소설가이다. 미시시피 대학교 법대를 졸업하고 사우스헤븐 법률사무소에서 10여 년간 변호사로 일했다. 1983년에는 미시시피주 하원의원으로 선출되기도 했다. 1989년 《타임 투 킬》을 발표하며 소설가로 데뷔했고, 두 번째 소설 《그래서 그들은 바다로 갔다》가 1991년 전미 베스트셀러 1위에 오르는 등 인기를 얻어 《야망의 함정》으로 영화화되었다. 이후 첫 작품을 포함하여 《펠리칸 브리프》, 《의뢰인》, 《레인메이커》 등 무려 10여 편의 작품이 영화로 제작될 만큼 법정 소설계에서 독보적인 위치를 차지하고 있다.

## 저작

### 소설
- 타임 투 킬 (A Time to Kill, 1989)
- 그래서 그들은 바다로 갔다 (The Firm, 1991)
- 펠리컨 브리프 (The Pelican Brief, 1992)
- 의뢰인 (The Client, 1993)
- 가스실 (The Chamber, 1994)
- 레인메이커 (The Rainmaker, 1995)
- 사라진 배심원 (The Runaway Jury, 1996)
- 파트너 (The Partner, 1997)
- 거리의 변호사 (The Street Lawyer, 1998)
- 유언장 (The Testament, 1999)
- 톱니바퀴 (The Brethren, 2000)
- 하얀집 (A Painted House, 2001)
- 크리스마스 건너뛰기 (Skipping Christmas, 2001)
- 소환장 (The Summons, 2002)
- 불법의 제왕 (The King of Torts, 2003)
- 관람석 (Bleachers, 2003)
- 최후의 배심원 (The Last Juror, 2004)
- 브로커 (The Broker, 2005)
- Playing for Pizza (2007)
- 어필 (The Appeal, 2008)
- The Associate (2009)
- 고백 (The Confession, 2010)
- 소송사냥꾼 (The Litigators, 2011)
- Calico Joe (2012)
- The Racketeer (2012)
- The Whistler (2016)
- 수호자들 The Guardians (2018)
- Sooley (2021)
- The Judge's List (2021)
- Sparring Partners: Novellas (2022)
- The Boys from Biloxi - Limited Edition: A Legal Thriller (2022)
- Fourteen Days: An Unauthorized Gathering (2023)

### 시어도어 분 시리즈
- 시어도어 분: 소년 변호사의 데뷔 (Theodore Boone: Kid Lawyer, 2010)
- 시어도어 분 2: 미스터리 실종사건 (Theodore Boone: The Abduction, 2011)
- Theodore Boone: The Accused (2012)

### 단편
- 포드 카운티 (Ford County, 2009)

### 비소설
- 이노센트 맨 (The Innocent Man, 2006)